# Phoradendron sulfuratum
Phoradendron sulfuratum är en sandelträdsväxtart som beskrevs av Carlos Toledo Rizzini. Phoradendron sulfuratum ingår i släktet Phoradendron och familjen sandelträdsväxter. Inga underarter finns listade i Catalogue of Life.